# Rue Boulard
Pour les articles homonymes, voir Rue Boulard (Reims) et Boulard.
La rue Boulard est une rue du 14e arrondissement de Paris, en France, qui relie la rue Froidevaux à la rue Brézin.

## Situation et accès
La rue Boulard est desservie par la station Denfert-Rochereau des lignes de métro 4 et 6 et par la gare de Denfert-Rochereau de la ligne B du RER.

## Origine du nom

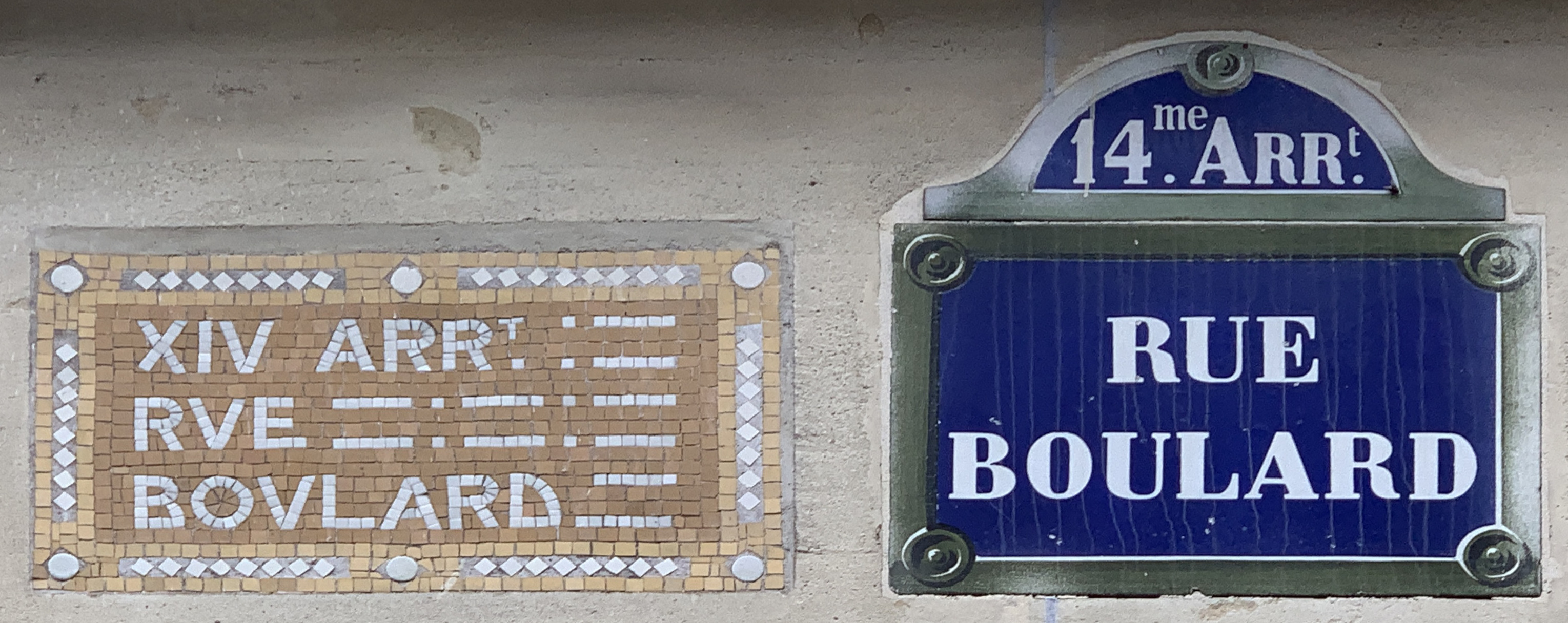
Plaques de la rue.

Elle tire son nom du tapissier Michel-Jacques Boulard (1761-1825) qui avait été placé en hospice à l'âge de 3 ans. Ayant fait fortune en tant que tapissier de Napoléon Ier, il était devenu ensuite négociant et philanthrope de l'Assistance publique. En 1825, il légua à celle-ci une partie de sa fortune, dévolue à la construction d'un hospice, l'hospice Saint-Michel, dont il avait dressé les plans.

## Historique
La rue Boulard a été créé à partir de 1838 sous la dénomination « rue du Grenier-aux-Fourrages » au Petit-Montrouge, territoire de la commune de Montrouge annexé par la ville de Paris en 1860. Les rues Monthyon (rue Mouton-Duvernet) et Brézin ont été tracées en même temps.
La partie sud, comprise entre l'actuelle rue Charles-Divry (amorcée après 1860) et la rue Brézin a été ouverte par l'Assistance publique. Sur le plan de Paris d'Andriveau-Goujon de 1844, la voie figure sous son premier nom dans toute sa longueur jusqu'à la « rue du Champ-d'Asile » (rue Froidevaux).
Au début de la « rue du Grenier-aux-Fourrages » du Petit-Montrouge s'ouvrait près de la « rue du Champ-d'Asile », sur le côté impair, l'« impasse du Puits » dont le fond, situé au sud-ouest de la barrière d'Enfer était barré par un mur. Cette voie qui figure sur le plan d'Andriveau-Goujon (1844) a disparu.
De nombreux artistes ont résidé dans cette rue au début du XXe siècle.
En 1895, des cartonniers décorateurs sont installés dans la rue Boulard. Ils ont créé certains chars de carnaval employés par les étudiants parisiens dans le défilé de la Mi-Carême. On lit, à la fin du compte-rendu de la fête, paru dans le Journal des débats :

« […] depuis longtemps déjà les chars ont repris, tristes et vides, le chemin des magasins où ils doivent être remisés, les uns chez les loueurs de voitures, rue de Sèvres et derrière le cimetière Montparnasse ; les autres chez les cartonniers décorateurs qui les ont fabriqués, à la Chapelle et rue Boulard. »

## Bâtiments remarquables et lieux de mémoire
- Émile Savitry (1903-1967), peintre et photographe français a habité dans cette rue au début de sa carrière[8].
- No 1 : immeuble de rapport du début du XXe siècle. Cet immeuble non daté et non signé relève de la période tardive de l'Art nouveau. Son permis de construire du 13 février 1911 nous indique toutefois son commanditaire, Émile Gérondeau, ainsi que son architecte, Léon Boucher (père d’Hélène Boucher, célèbre aviatrice). Ce bâtiment présente de nombreuses originalités, comme ses doubles fenêtres et ses balcons arrondis. On peut également noter, le long de la façade, de longues guirlandes de fleurs en grès. La superbe porte cintrée ornée de sgraffites est dû à la manufacture Gentil et Bourdet. Les façades symétriques sur les deux rues (Boulard et Froidevaux) arborent une composition tripartite de loggias et de balcons en cascade d'un effet saisissant. Cet immeuble remarquable marque la transition entre l'Art nouveau et l'Art déco.

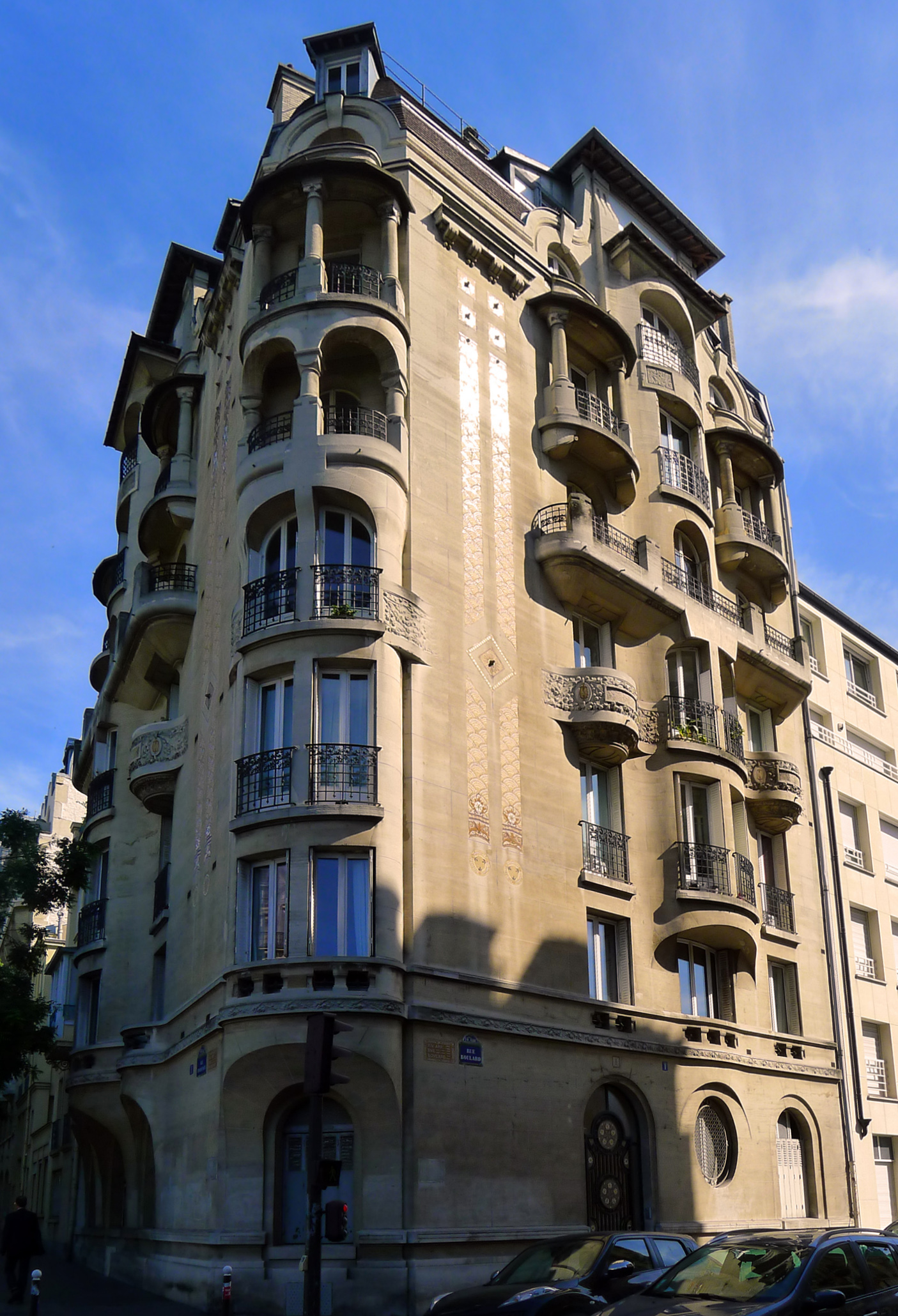
No 1.
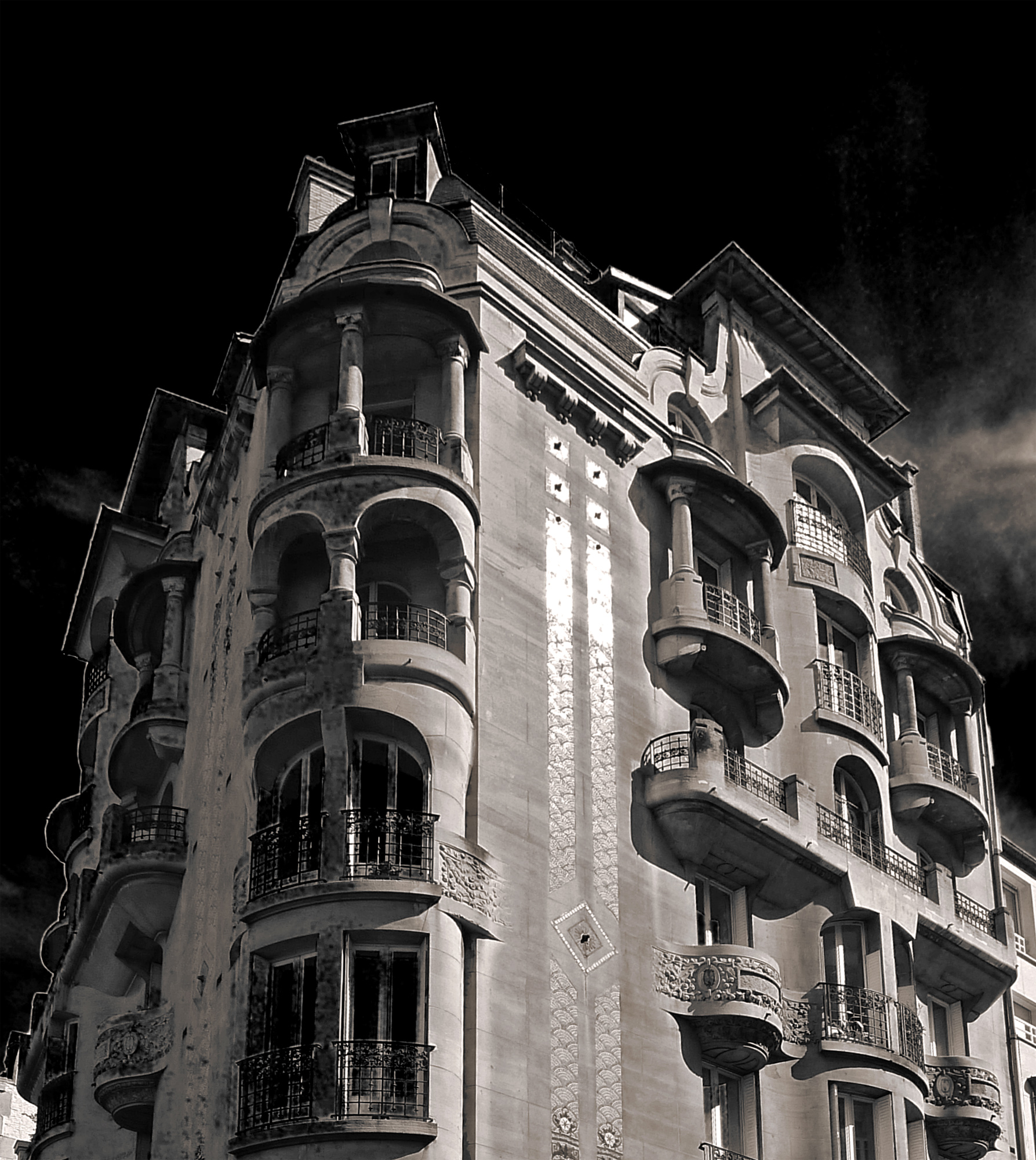
Détail.
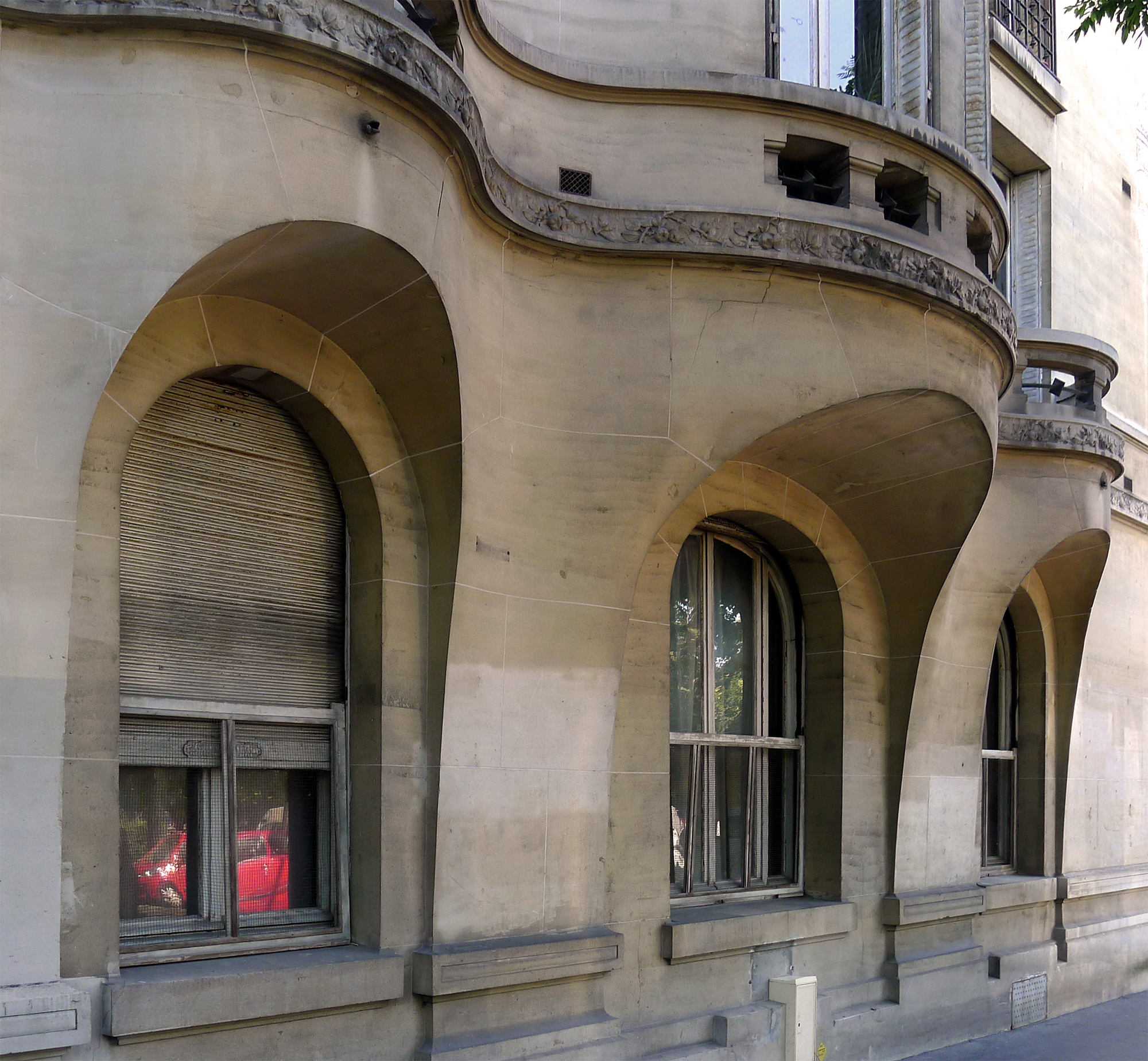
Détail.
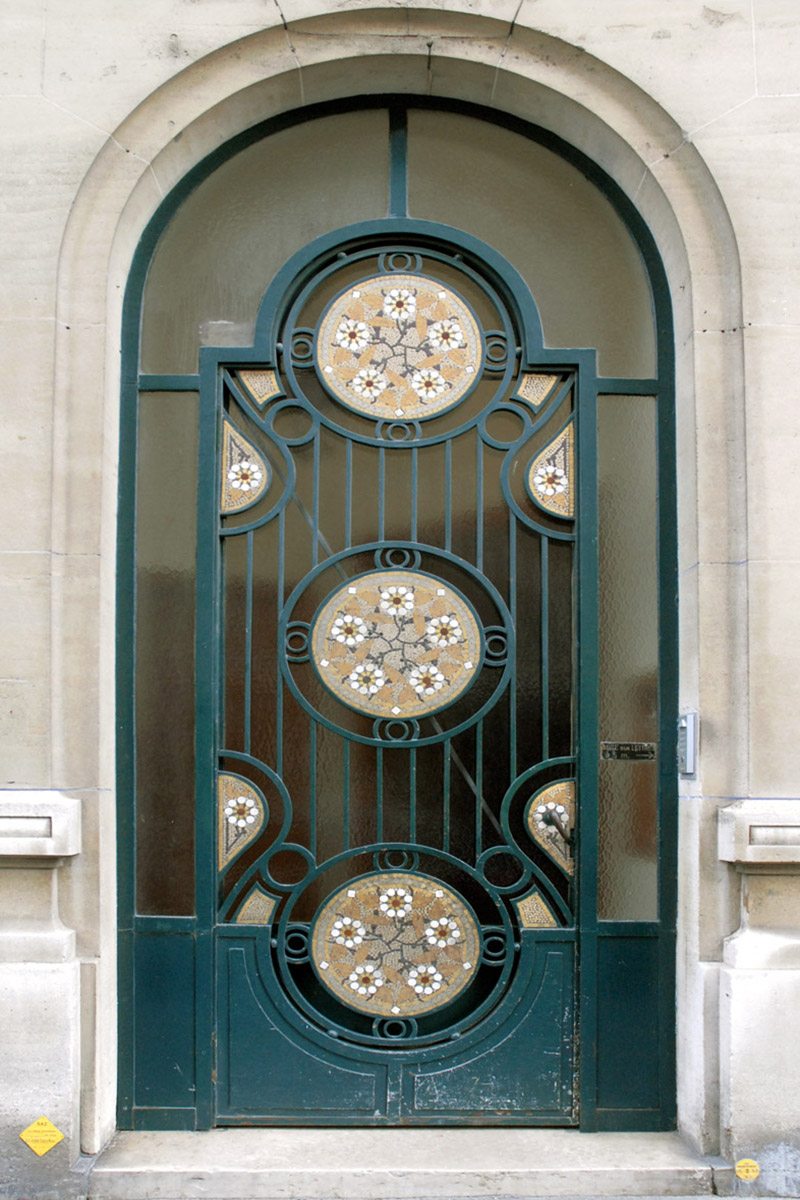
Porte.

- No 7 : Charles Hallé, décorateur, accessoiriste de théâtre et constructeur de chars de fêtes et de carnaval réputé. Dans le compte rendu du grand cortège de la Mi-Carême 1895 à Paris, on apprend que ses ateliers se trouvaient, à l'époque, 7, rue Boulard : « Disons encore que les chars dont on a admiré avec raison la décoration artistique et la richesse ont été conçus par M. Charles Hallé, dont on connaît le goût et l'habileté, et exécutés dans ses ateliers de la rue Boulard, no 7. Fournisseur de l'Opéra et de nombreux théâtres pour les accessoires de scène, M. Hallé construit et décore la plupart des chars des cavalcades historiques qu'organisent les grandes villes de France[9]. ».
- No 23 : école maternelle (1963, Marion Tournon-Branly architecte), réalisée en béton brut et brique pour la Ville de Paris[10].

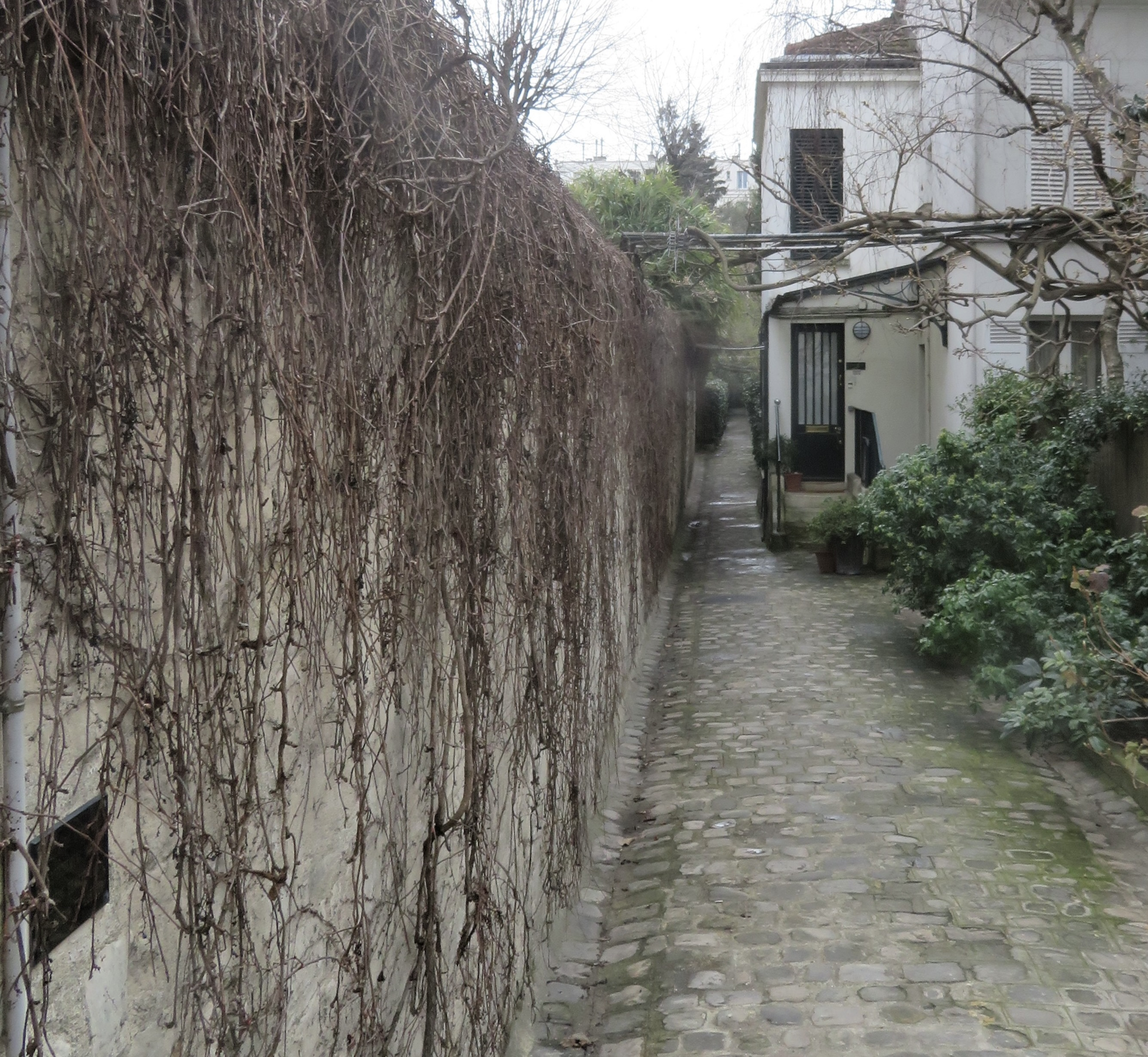
Passage Boulard.

- No 29 : passage Boulard, voie privée.
  - Paul Gauguin demeura quelque temps en ces lieux.
  - Les peintres Émile Schuffenecker (1851-1934), Maria Blanchard (1881-1932) et Kostia Terechkovitch (1902-1978) y ont résidé[11].
  - Le Capitaine au long-cours Armand Hayet, auteur des Chansons de Bord et autres livres de marine y a également résidé.
  - Le résistant Charles Wolff a habité également au no 29, qui regroupait une quinzaine de pavillons individuels avec leur jardinet
  - Le pionnier du travail, Jean Coutrot y a également habité.
- Nos 33 et 35 : entre ces deux numéros, aboutissement de la rue Ernest-Cresson, ouverte en 1906[12]

- No 35 : immeuble d'habitation du XIXe siècle répertorié dans l'inventaire du Patrimoine de l'Île-de-France[13]. Construit de 1878 à 1879 sur une longue parcelle (dite « en lanière ») largement amputée par la construction du no 17 de la rue Ernest-Cresson, il comportait autrefois un atelier de photographie au fond d'un grand jardin.

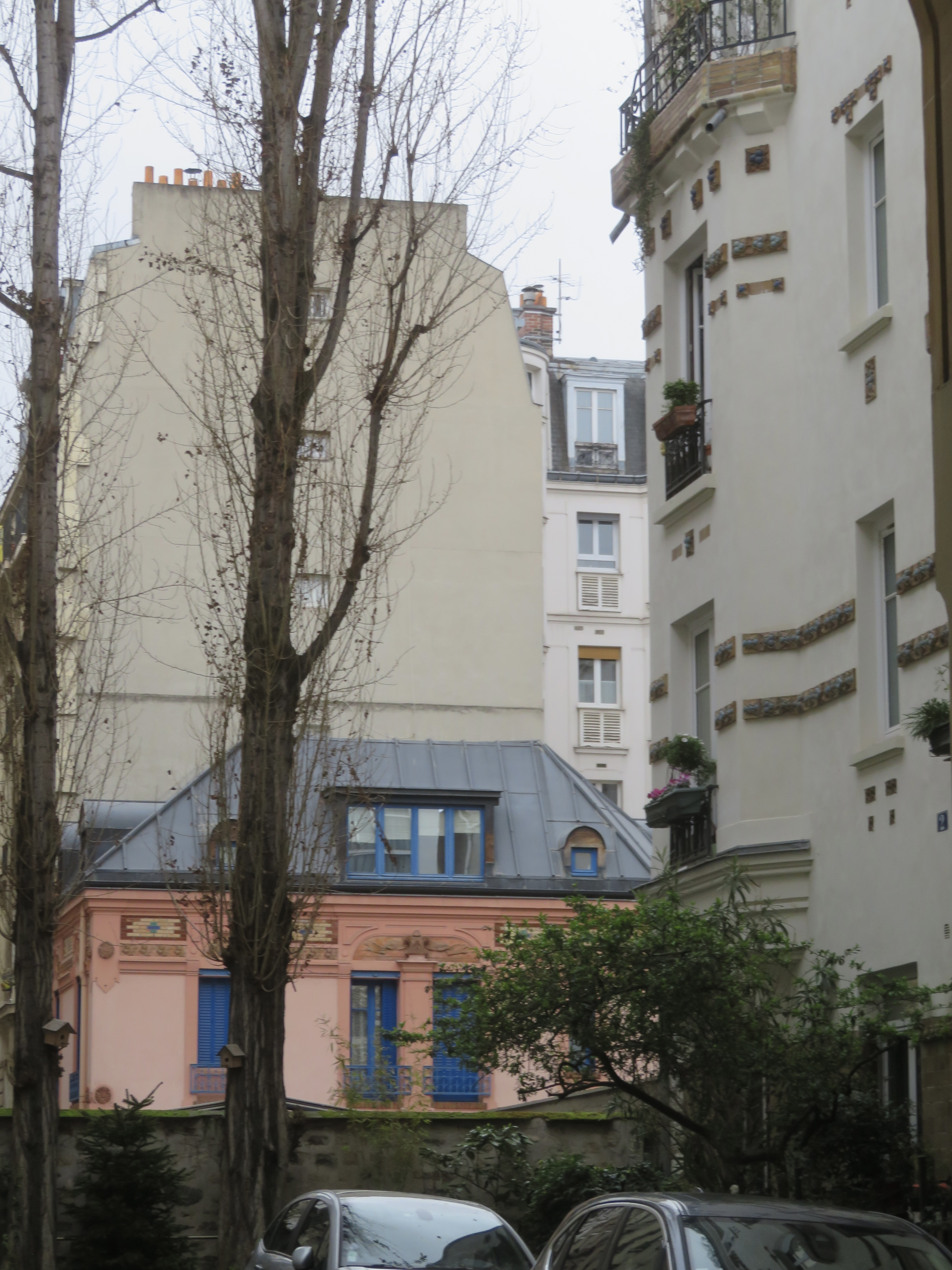
Cour de la villa Louvat.

- No 37 : emplacement du cinéma « Atlantic », puis « Océanic ». Habitué du lieu, Henri Calet en fait une description dans le roman autobiographique Le tout sur le tout[14],[15].
- No 38 : villa Louvat, voie privée. Ensemble d'immeubles construits en 1897.
- No 38 bis : le peintre cubiste André Lhote (1885-1962) y a résidé et était le voisin d'Isabelle Rivière (1889-1971).
- No 39 : le cinéaste, écrivain Claude Lanzmann journaliste, écrivain, résistant, cinéaste et producteur de cinéma y a résidé de 1973 à sa mort en 2018.
- No 40 : ici se trouvent les ateliers de sculpture de la ville de Paris.

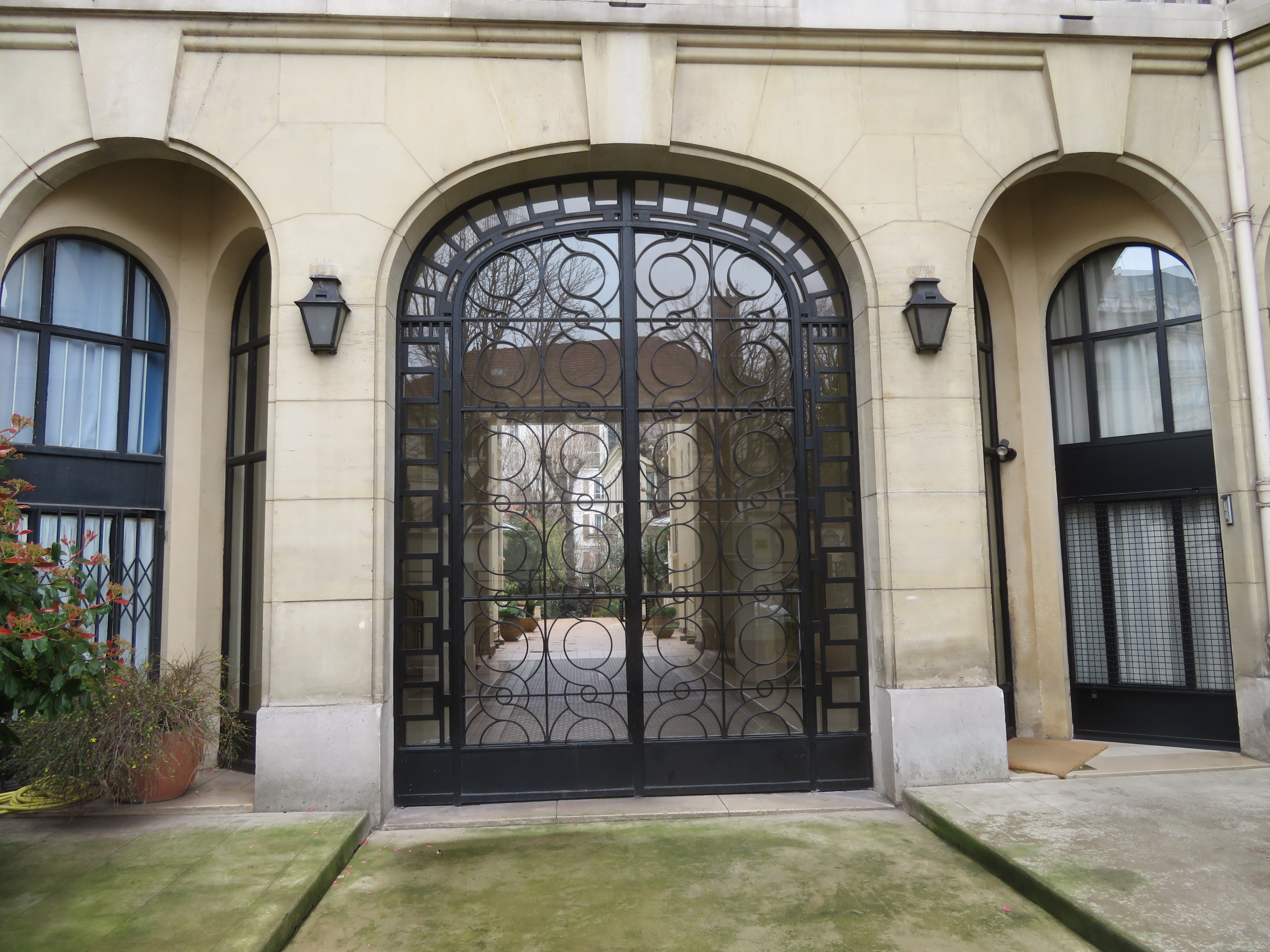
Porte 41 rue Boulard.

- No 41 : immeuble Art déco avec une porte centrale en verre et fer forgé[16].
— Le peintre-aquarelliste et sculpteur Gilbert Privat (1892-1969) y a vécu[17] à partir de 1919 et jusqu'à la fin de sa vie[18]. Il meurt dans sa résidence secondaire à Soulac-sur-Mer.
- No 42 : Victor Bablon (1838-1910)[19] inventeur du régulateur à gaz[20] (brevet no 72.727 du 24 août 1867) a vécu et mis au point son invention dans sa maison du 42, rue Boulard, qui existe encore. Cette invention qui équipait tous les becs de gaz des grandes villes du monde au début du XXe siècle permettait d'éviter les accidents dus aux explosions par suite des différences de pression liées aux irrégularités de consommations de gaz de ville qui n'était pas distribué, comme aujourd'hui, sous pression. Le brevet de Victor Bablon consistait en une application industrialisable d'une invention du facteur d'orgues Cavaillé-Coll, adaptée au fonctionnement des orgues soumis à des contraintes similaires suivant le nombre de jeux et de notes simultanément employés. Victor Bablon a également mis au point un procédé de soudure de l'aluminium[21] en y apposant une pellicule intermédiaire de cuivre par électrolyse. Autre invention de Victor Bablon déposée le 19 août 1895, sous le no 249707, concernant la suppression de l'effet de halo sur les plaques photographiques[22]. Il est également l'inventeur d'un procédé d'harmonisation automatique des orgues[23].
- Nos 42 et 46 : entre ces deux numéros, embranchement de la rue Charles-Divry.

- No 46 : école élémentaire Agnès-Varda, faisant angle avec la rue Charles-Divry. Elle occupe un ensemble d'anciens bâtiments conventuels défiguré par une annexe[18]. Une peinture murale réalisée à la demande du conseil municipal du 14e arrondissement par le street-artiste JBC en hommage à la cinéaste-réalisatrice Agnès Varda (1928-2019) — ancienne habitante du quartier — recouvre un des murs de clôture[24]. L'école a été rebaptisée du nom d'Agnès Varda en 2024[25].
- Au-delà de l'école, la rue Boulard forme un carrefour avec la rue Mouton-Duvernet, partiellement ouverte sous le nom de « rue Montyon » en 1838.

- Les façades des derniers immeubles impairs donnent sur la place Jacques-Demy.